# Аурлус Мабеле
Аурлус Мабеле (фр. Aurlus Mabélé, имя при рождении — Орельен Миатсонама, 26 октября 1953, Браззавиль, Республика Конго — 19 марта 2020, Париж, Франция) — конголезский певец и композитор. Известен также как «король сукуса». Отец французской рэп-исполнительницы Лизы Моне.

## Биография
Родился в районе Поко-Поко города Браззавиль под именем Орельен Миатсонама. В 1974 году совместно с Жаном Бароном, Педро Вапечкадо и Мавом Кашарелем создал группу Les Ndimbola Lokole.
В 1986 году ради развития карьеры музыканта переехал в Европу, где вместе с Дибло Дибала и Мавом Кашарелем создал группу Loketo.

### Смерть
Умер 19 марта 2020 года в Париже от последствий, вызванных коронавирусной инфекцией COVID-19.

## Дискография
Избранная дискография:
- Dossier X 2000 (JPS Production)
- Compil two 1999 (DEBS Music)
- Compil one 1999 (DEBS Music)
- Tour de contrôle 1998 (JPS Production)
- Proteine 4 1998 (JIP)
- Best of Aurlus Mabele 1997 (Mélodie) CD 41044 2
- Album 1997 1997 (Mélodie)
- Album 1996 1996 (Mélodie) CD 41041 2
- Génération-Wachiwa encaisse tout 1994 (JIP) CD 41032 2
- Stop Arretez ! 1992 (JIP) CD 41021 2
- Embargo 1990 (Mélodie)
- Soukouss la terreur 1989 (Mélodie) CD 41007-2
- Sebene
- Africa mousso
- La Femme ivoirienne
- Maracas d'or 1988
- Loketo : réconciliation/cicatrice
- Loketo : confirmation